# Janusz Orlikowski
Janusz Orlikowski (ur. 6 maja 1960 w Częstochowie) – poeta, eseista, krytyk literacki. 
Absolwent mechaniki na Politechnice Częstochowskiej. Nauczyciel matematyki w Publicznym Gimnazjum im. Jana Pawła II w Dobrodzieniu. Obecnie na emeryturze. Od 1993 jest członkiem Związku Literatów Polskich w oddziale krakowskim. W tym samym roku założył pismo samorządu i mieszkańców Echo Dobrodzienia i Okolic, którego został redaktorem naczelnym. 

## Twórczość
Autor wierszy, esejów i recenzji publikowanych w krajowych pismach literackich. Ukazywały się one w miesięcznikach Akant i Gazecie Kulturalnej, których jest stałym współpracownikiem. Ponadto publikował w Alejach 3, Głosie Nauczycielskim, Forum Myśli Wolnej, Horyzontach, Integracjach, Końcu Wieku, Lekturze, Literacie Krakowskim, Magdalence Literackiej, Nad Wartą, Nihil Novi, Obrzeżach, Okolicy Poetów, Poezji Dzisiaj, Hybrydzie, Galerii, Proza, proza, proza... (roczniku Krakowskiego Oddziału ZLP), Literacie Krakowskim, Radostowej, Siódmej Prowincji, Śladzie, Świadectwie, Twórczości, Własnym Głosem, Zielonym Sztandarze, Znaj, Życiu Literackim.
Jest autorem kilkunastu publikacji książkowych – głównie z poezją lecz ma również na koncie trzy tomy esejów i szkiców: 
- 1988: Monolog niepokorny, Częstochowa (arkusz poetycki)
- 1990: Srebrzysty żal, Częstochowa (piosenki poetyckie)
- 1992: Suknia rzucona w potok krwi, Częstochowa (wiersze)
- 1993: Nierozumny diament, Częstochowa (wiersze)
- 1994: Geometria światła, Kraków (wiersze)
- 1996: Uśmiech za słowo, Kraków (wiersze)
- 1998: Radość i dyskoteka, Kraków (eseje i szkice)
- 2000: Martwa natura z pętelką, Kraków (wiersze)
- 2003: Wiersze wybrane, Bydgoszcz (wiersze)
- 2005: Nasz siwulek świat, Bydgoszcz (wiersze)
- 2008: Status poety, Bydgoszcz (eseje i szkice)
- 2010: Piękno, droga i czas, Bydgoszcz (wiersze)
- 2014: Gwałt na prawdzie, Bydgoszcz (eseje i szkice)
- 2016: Raj, który widziałem, Bydgoszcz (wiersze)
- 2023: Ponad chmurami, Bydgoszcz (wiersze)

## Nagrody
Janusz Orlikowski za swoją działalność kulturalną i literacką otrzymał wyróżnienia:
- 1989: nagroda Dyrektora Wydziały Kultury i Sztuki Urzędu Wojewódzkiego w Częstochowie
- 1989: I miejsce za spektakl Posłanie do Nadwrażliwych w Ogólnopolskim Przeglądzie Teatrów i Kabaretów w Iławie,
- 1991:  Artur[4] Robotniczego Stowarzyszenia Twórców Kultury za krytykę literacką,
- 2004: Srebrna Róża Dobrodzieńska[5] nadana przez Radę Miejską w Dobrodzieniu,
- 2004: nagroda Marszałka Województwa Opolskiego,
- 2007: nagroda Starosty Oleskiego Róże Powiatu.